# Lišnjak
Lišnjak – wieś w Chorwacji, w żupanii szybenicko-knińskiej, w mieście Drniš. W 2011 roku liczyła 2 mieszkańców.